# 2021-es Le Mans-i 24 órás verseny

A 2021-es volt a Le Mans-i 24 órás autóverseny 89. kiírása. A verseny eredetileg június közepén került volna megrendezésre, de végül augusztus 21–22. között volt megtartva azért, hogy legyenek nézők a helyszínen. Végül korlátozások után körülbelül 50 ezer fő szurkolhatott a pálya szélén. A futam a 2021-es hosszútávú-világbajnokság része volt.

## Résztvevők

### Automatikus nevezés
Automatikus indulási jogot azok a gárdák kaphattak, melyek megnyerték a 2020-as Le Mans-i 24 órást, vagy teljes szezon futnak a WEC-ben. Nevezhettek továbbá azok a csapatok, akik bajnoki címet szereztek az európai, az ázsiai és az amerikai hosszútávú-bajnokságokban, vagy azok valamelyik kategóriájában. Ezenkívül az ACO (Automobile Club de l'Ouest) kiválasztott további indulókat azok közül, akik korábban jelezték a részvételi szándékukat a viadalon.
| Eredmény                                                    | LMP2                                | LMGTE Am                    |
| ----------------------------------------------------------- | ----------------------------------- | --------------------------- |
| 1. helyezett 2020-as Le Mans-i 24 órás verseny              | United Autosports                   | TF Sport                    |
| 1. helyezett 2020-as Európai Le Mans-széria (LMP2 és LMGTE) | United Autosports                   | Proton Competition          |
| 2. helyezett 2020-as Európai Le Mans-széria (LMP2 és LMGTE) | United Autosports                   | Kessel Racing               |
| 1. helyezett 2020-as Európai Le Mans-széria (LMP3)          | United Autosports                   |                             |
| WeatherTech SportsCar-bajnokság                             | Patrick Kelly                       | Ryan Hardwick               |
| 1. helyezett 2021-es Ázsiai Le Mans-széria (LMP2 és GT)     | G-Drive Racing                      | Precote Herberth Motorsport |
| 1. helyezett 2021-es Ázsiai Le Mans-széria (LMP3)           | United Autosports                   |                             |
| 2. helyezett 2021-es Ázsiai Le Mans-széria (GT)             |                                     | GPX Racing                  |
| 3. helyezett 2021-es Ázsiai Le Mans-széria (GT)             | Rinaldi Racing                      |                             |
| 4. helyezett 2021-es Ázsiai Le Mans-széria (GT)             | Inception Racing-Optimum Motorsport |                             |
| 1. helyezett 2020-as Michelin Le Mans-kupa (GT3)            | Iron Lynx                           |                             |

### Nevezési lista
Az FIA és a szervezőbizottság a 2010-es évek közepe óta lehetőséget biztosít a Garage 56 programban, hogy másmilyen autók is rajthoz álljanak. 2021-re egy mozgássérült versenyzőkből álló csoport vett részt Innovációs autó kategória néven. A versenyzők közül a japán Aoki Takuma, korábbi MotoGP pilóta egy balesetben bénult le deréktól lefelé, csakúgy mint a belga Nigel Bailly. A trió harmadik tagja egy egészséges versenyző volt, a francia Matthieu Lahaye személyében, aki korábban már indult Le Mans-ban.
Két teljesen, csak nőkből álló istálló is nevezett a futamra. Az LMP2-ben a #1-es Richard Mille Racing Team és az LMGTE Am-ban a #83-as AF Corse Ferrari.
A 2021-es futam résztvevői közül az LMP2-ben szereplő #26-os G-Drive Racingnél ült autóban a mezőny legfiatalabb tagja, Franco Colapinto a maga 18 évével, az LMGTE Am-ben rajthoz álló #88-as Dempsey-Proton Racingnél pedig minden idők legidősebb Le Mans résztvevője, a 75 éves Dominique Bastien.
További információ: 2021-es WEC-szezon – Csapatok és pilóták
| Ikon | Bajnokság                        |
| ---- | -------------------------------- |
| WEC  | WEC                              |
| ELMS | Európai Le Mans-széria           |
| ALMS | Ázsiai Le Mans-széria            |
| WTSC | WeatherTech SportsCar-bajnokság  |
| 24LM | Csak a Le Mans-i 24 órás verseny |
| Ikon | Megjegyzés                       |
| HY   | Hybrid                           |
| P2   | LMP2                             |
| PA   | LMP2 Pro-Am kupa                 |

| #                             | Csapat                    | Autó                     | Gumi                   | Bajnokság              | MISC                   | Versenyző 1               | Versenyző 2            | Versenyző 3            |
| Hypercar (5 résztvevő)        | Hypercar (5 résztvevő)    | Hypercar (5 résztvevő)   | Hypercar (5 résztvevő) | Hypercar (5 résztvevő) | Hypercar (5 résztvevő) | Hypercar (5 résztvevő)    | Hypercar (5 résztvevő) | Hypercar (5 résztvevő) |
| ----------------------------- | ------------------------- | ------------------------ | ---------------------- | ---------------------- | ---------------------- | ------------------------- | ---------------------- | ---------------------- |
| 7                             | Toyota Gazoo Racing       | Toyota GR010 Hybrid      | M                      | WEC                    | HY                     | Mike Conway               | Kobajasi Kamui         | José María López       |
| 8                             | Toyota Gazoo Racing       | Toyota GR010 Hybrid      | M                      | WEC                    | HY                     | Sébastien Buemi           | Brendon Hartley        | Nakadzsima Kazuki      |
| 36                            | Alpine Elf Matmut         | Alpine A480-Gibson       | M                      | WEC                    |                        | Nicolas Lapierre          | André Negrão           | Matthieu Vaxivière     |
| 708                           | Glickenhaus Racing        | Glickenhaus 007 LMH      | M                      | WEC                    |                        | Pipo Derani               | Franck Mailleux        | Olivier Pla            |
| 709                           | Glickenhaus Racing        | Glickenhaus 007 LMH      | M                      | WEC                    |                        | Ryan Briscoe              | Romain Dumas           | Richard Westbrook      |
| LMP2 (25 résztvevő)           |                           |                          |                        |                        |                        |                           |                        |                        |
| 1                             | Richard Mille Racing Team | Oreca 07-Gibson          | G                      | WEC                    | P2                     | Tatiana Calderón          | Sophia Flörsch         | Beitske Visser         |
| 17                            | IDEC Sport[b]             | Oreca 07-Gibson          | G                      | ELMS                   | PA                     | Ryan Dalziel              | Thomas Laurent         | Dwight Merriman        |
| 20                            | High Class Racing         | Oreca 07-Gibson          | G                      | WEC                    | PA                     | Dennis Andersen           | Marco Sørensen         | Ricky Taylor           |
| 21                            | DragonSpeed USA           | Oreca 07-Gibson          | G                      | WEC                    | PA                     | Henrik Hedman             | Ben Hanley             | Juan Pablo Montoya     |
| 22                            | United Autosports USA     | Oreca 07-Gibson          | G                      | WEC                    | P2                     | Filipe Albuquerque        | Philip Hanson          | Fabio Scherer          |
| 23                            | United Autosports         | Oreca 07-Gibson          | G                      | ELMS                   | P2                     | Wayne Boyd                | Alex Lynn              | Paul di Resta          |
| 24                            | PR1 Motorsports Mathiasen | Oreca 07-Gibson          | G                      | WTSC                   | PA                     | Gabriel Aubry             | Patrick Kelly          | Simon Trummer          |
| 25                            | G-Drive Racing[a]         | Aurus 01-Gibson          | G                      | ALMS                   | PA                     | Rui Andrade               | John Falb              | Roberto Merhi          |
| 26                            | G-Drive Racing[a]         | Aurus 01-Gibson          | G                      | ELMS                   | P2                     | Franco Colapinto          | Roman Ruszinov[a]      | Nyck de Vries          |
| 28                            | Jota Sport                | Oreca 07-Gibson          | G                      | WEC                    | P2                     | Tom Blomqvist             | Sean Gelael            | Stoffel Vandoorne      |
| 29                            | Racing Team Nederland     | Oreca 07-Gibson          | G                      | WEC                    | PA                     | Frits van Eerd            | Giedo van der Garde    | Job van Uitert         |
| 30                            | Duqueine Team             | Oreca 07-Gibson          | G                      | ELMS                   | P2                     | René Binder               | Tristan Gommendy       | Memo Rojas             |
| 31                            | Team WRT                  | Oreca 07-Gibson          | G                      | WEC                    | P2                     | Robin Frijns              | Habsburg Ferdinánd     | Charles Milesi         |
| 32                            | United Autosports         | Oreca 07-Gibson          | G                      | ELMS                   | P2                     | Jonathan Aberdein         | Nico Jamin             | Manuel Maldonado       |
| 34                            | Inter Europol Competition | Oreca 07-Gibson          | G                      | WEC                    | P2                     | Alex Brundle              | Jakub Śmiechowski      | Renger van der Zande   |
| 38                            | Jota Sport                | Oreca 07-Gibson          | G                      | WEC                    | P2                     | António Félix da Costa    | Anthony Davidson       | Roberto González       |
| 39                            | SO24-DIROB By Graff       | Oreca 07-Gibson          | G                      | ELMS                   | PA                     | Vincent Capillaire        | Arnold Robin           | Maxime Robin           |
| 41                            | Team WRT                  | Oreca 07-Gibson          | G                      | ELMS                   | P2                     | Louis Delétraz            | Robert Kubica          | Dzse Dzsefej           |
| 44                            | ARC Bratislava            | Oreca 07-Gibson          | G                      | WEC                    | PA                     | Matej Konôpka             | Miro Konôpka           | Oliver Webb            |
| 48                            | IDEC Sport                | Oreca 07-Gibson          | G                      | ELMS                   | P2                     | Paul-Loup Chatin          | Paul Lafargue          | Patrick Pilet          |
| 49                            | High Class Racing         | Oreca 07-Gibson          | G                      | 24LM                   | P2                     | Anders Fjordbach          | Jan Magnussen          | Kevin Magnussen        |
| 65                            | Panis Racing              | Oreca 07-Gibson          | G                      | ELMS                   | P2                     | James Allen               | Julien Canal           | Will Stevens           |
| 70                            | Realteam Racing           | Oreca 07-Gibson          | G                      | WEC                    | PA                     | Loïc Duval                | Esteban Garcia         | Norman Nato            |
| 74                            | Racing Team India Eurasia | Ligier JS P217-Gibson    | G                      | ALMS                   | PA                     | Tom Cloet                 | John Corbett           | James Winslow          |
| 82                            | Risi Competizione         | Oreca 07-Gibson          | G                      | WTSC                   | P2                     | Ryan Cullen               | Oliver Jarvis          | Felipe Nasr            |
| LMGTE Pro (8 résztveő)        |                           |                          |                        |                        |                        |                           |                        |                        |
| 51                            | AF Corse                  | Ferrari 488 GTE Evo      | M                      | WEC                    |                        | James Calado              | Alessandro Pier Guidi  | Côme Ledogar           |
| 52                            | AF Corse                  | Ferrari 488 GTE Evo      | M                      | WEC                    |                        | Sam Bird                  | Miguel Molina          | Daniel Serra           |
| 63                            | Corvette Racing           | Chevrolet Corvette C8.R  | M                      | WTSC                   |                        | Nick Catsburg             | Antonio García         | Jordan Taylor          |
| 64                            | Corvette Racing           | Chevrolet Corvette C8.R  | M                      | WTSC                   |                        | Tommy Milner              | Alexander Sims         | Nick Tandy             |
| 72                            | HubAuto Corsa             | Porsche 911 RSR-19       | M                      | ALMS                   |                        | Maxime Martin             | Álvaro Parente         | Dries Vanthoor         |
| 79                            | WeatherTech Racing        | Porsche 911 RSR-19       | M                      | WTSC                   |                        | Earl Bamber               | Cooper MacNeil         | Laurens Vanthoor       |
| 91                            | Porsche GT Team           | Porsche 911 RSR-19       | M                      | WEC                    |                        | Gianmaria Bruni           | Richard Lietz          | Frédéric Makowiecki    |
| 92                            | Porsche GT Team           | Porsche 911 RSR-19       | M                      | WEC                    |                        | Michael Christensen       | Kévin Estre            | Neel Jani              |
| LMGTE Am (23 résztvevő)       |                           |                          |                        |                        |                        |                           |                        |                        |
| 18                            | Absolute Racing           | Porsche 911 RSR-19       | M                      | 24LM                   |                        | Andrew Haryanto           | Alessio Picariello     | Marco Seefried         |
| 33                            | TF Sport                  | Aston Martin Vantage AMR | M                      | WEC                    |                        | Felipe Fraga              | Ben Keating            | Dylan Pereira          |
| 46                            | Team Project 1            | Porsche 911 RSR-19       | M                      | WEC                    |                        | Anders Buchardt           | Robby Foley            | Dennis Olsen           |
| 47                            | Cetilar Racing            | Ferrari 488 GTE Evo      | M                      | WEC                    |                        | Antonio Fuoco             | Roberto Lacorte        | Giorgio Sernagiotto    |
| 54                            | AF Corse                  | Ferrari 488 GTE Evo      | M                      | WEC                    |                        | Francesco Castellacci     | Giancarlo Fisichella   | Thomas Flohr           |
| 55                            | Spirit of Race            | Ferrari 488 GTE Evo      | M                      | ELMS                   |                        | Duncan Cameron            | Matt Griffin           | David Perel            |
| 56                            | Team Project 1            | Porsche 911 RSR-19       | M                      | WEC                    |                        | Matteo Cairoli            | Riccardo Pera          | Egidio Perfetti        |
| 57                            | Kessel Racing             | Ferrari 488 GTE Evo      | M                      | ALMS                   |                        | Scott Andrews             | Mikkel Jensen          | Kimura Takesi          |
| 60                            | Iron Lynx                 | Ferrari 488 GTE Evo      | M                      | WEC                    |                        | Raffaele Giammaria        | Paolo Ruberti          | Claudio Schiavoni      |
| 66                            | JMW Motorsport            | Ferrari 488 GTE Evo      | M                      | ELMS                   |                        | Jody Fannin               | Thomas Neubauer        | Rodrigo Sales          |
| 69                            | Herberth Motorsport       | Porsche 911 RSR-19       | M                      | ALMS                   |                        | Ralf Bohn                 | Rolf Ineichen          | Robert Renauer         |
| 71                            | Inception Racing          | Ferrari 488 GTE Evo      | M                      | ALMS                   |                        | Ben Barnicoat             | Brendan Iribe          | Ollie Millroy          |
| 77                            | Dempsey-Proton Racing     | Porsche 911 RSR-19       | M                      | WEC                    |                        | Matt Campbell             | Jaxon Evans            | Christian Ried         |
| 80                            | Iron Lynx                 | Ferrari 488 GTE Evo      | M                      | ELMS                   |                        | Matteo Cressoni           | Callum Ilott           | Rino Mastronardi       |
| 83                            | AF Corse                  | Ferrari 488 GTE Evo      | M                      | WEC                    |                        | Nicklas Nielsen           | François Perrodo       | Alessio Rovera         |
| 85                            | Iron Lynx                 | Ferrari 488 GTE Evo      | M                      | WEC                    |                        | Sarah Bovy                | Rahel Frey             | Michelle Gatting       |
| 86                            | GR Racing                 | Porsche 911 RSR-19       | M                      | WEC                    |                        | Ben Barker                | Tom Gamble             | Michael Wainwright     |
| 88                            | Dempsey-Proton Racing     | Porsche 911 RSR-19       | M                      | WEC                    |                        | Julien Andlauer           | Lance David Arnold     | Dominique Bastien      |
| 95                            | TF Sport                  | Aston Martin Vantage AMR | M                      | ELMS                   |                        | Ross Gunn                 | Ollie Hancock          | John Hartshorne        |
| 98                            | Aston Martin Racing       | Aston Martin Vantage AMR | M                      | WEC                    |                        | Marcos Gomes              | Paul Dalla Lana        | Nicki Thiim            |
| 99                            | Proton Competition        | Porsche 911 RSR-19       | M                      | ELMS                   |                        | Vuttikhorn Inthraphuvasak | Florian Latorre        | Harry Tincknell        |
| 388                           | Rinaldi Racing            | Ferrari 488 GTE Evo      | M                      | ALMS                   |                        | Jeroen Bleekemolen        | Pierre Ehret           | Christian Hook         |
| 777                           | D'station Racing          | Aston Martin Vantage AMR | M                      | WEC                    |                        | Fudzsii Tomonobu          | Hosino Szatosi         | Andrew Watson          |
| Innovációs autó (1 résztvevő) |                           |                          |                        |                        |                        |                           |                        |                        |
| 84                            | Association SRT41         | Oreca 07-Gibson          | G                      | ELMS                   |                        | Aoki Takuma               | Nigel Bailly           | Matthieu Lahaye        |
| Forrás:                       |                           |                          |                        |                        |                        |                           |                        |                        |

A versenyre elfogadott, rekordot jelentő 62 nevezés mellé 4 egység a tartaléklistára került, azzal a céllal, hogy helyettesítsék a visszavont nevezéssel rendelkezőket, vagy kizárt résztvevőket. A tartalékokat számokkal jelölték meg, amely egy rendes egység kiszállása esetén az első számú automatikusan elfoglalta volna a helyet, kategóriától függetlenül.
| Tartalék | Bajnokság | #  | Csapat             | Autó                     | Gumi | Bajnokság | Versenyző 1          | Versenyző 2      | Versenyző 3   |
| -------- | --------- | -- | ------------------ | ------------------------ | ---- | --------- | -------------------- | ---------------- | ------------- |
| 1.       | LMGTE Am  | 62 | AF Corse           | Ferrari 488 GTE Evo      | M    | ELMS      | Simon Mann           | Christoph Ulrich | Toni Vilander |
| 2.       | LMP2      | 27 | Algarve Pro Racing | Oreca 07-Gibson          | G    | ELMS      | Mark Patterson       | Naveen Rao       |               |
| 3.       | LMGTE Am  | 59 | Garage 59          | Aston Martin Vantage AMR | M    | ALMS      | Alexander West       |                  |               |
| 4.       | LMGTE Am  | 61 | AF Corse           | Ferrari 488 GTE Evo      | M    | ALMS      | Francesco Piovanetti |                  |               |
| Fordító: |           |    |                    |                          |      |           |                      |                  |               |

## Időmérő
A 2020-ban bevezetett új lebonyolítás szerint összesen két időmérőt tartanak. Az elsőt szerda délután, míg az úgynevezett Hyperpole-t csütörtök este. A normál kvalifikáció végén minden kategória 6 legjobbja továbbjutott a Hyperpole-ba, amely eldönti, hogy kik indulhatnak az egyes osztályok elejéről. Ez alól a Hypercar (LMH) képezett kivételt, mivel ott összesen csak 5 egység volt jelent, így onnan mindenki automatikusan továbbment. 
A rendes időmérőedzésen az egyetlen nagyobb balesetet a #17 IDEC Sport autója okozta. Az autó kicsúszott az egyik kanyarban, majd hátulról és oldalról csúszott a falba. Emiatt teljes pályás sárga zászlót rendeltek el és véget ért az edzés.
A Hyperpole-ban a GTE Pro géposztályban a #92 Porsche GT Team, Kévin Estrevel egy baleset miatt nem tudott értékelhető időt futni, így hivatalosan idő nélkül zárták az edést és kategória utolsók lettek. Az LMH és egyúttal az összetett első rajtkockát a #7 Toyota Gazoo Racing futotta meg Kobajasi Kamuival, hasonlóan 2020-hoz. Az LMP2-ben végül a #38-as Jota Sport autó nyert a portugál António Félix da Costával. Az LMGTE Próban a #72-es, Ázsiában futó HubAuto Corsa Porschéja diadalmaskodott Dries Vanthoorral a volán mögött. Az LMGTE Amatőrők között szintén egy Porsche végzett az élen, mégpedig a #88-as Dempsey-Proton Racing a németek gyári versenyzőjével, Julien Andlauerrel.
A pole-pozíciók a kategóriákban félkövér betűkkel vannak jelölve.
| Helyezés | Kategória  | #   | Csapat                    | Időmérő  | Hyperpole  |
| -------- | ---------- | --- | ------------------------- | -------- | ---------- |
| 1.       | Hypercar   | 7   | Toyota Gazoo Racing       | 3:26.279 | 3:23.900   |
| 2.       | Hypercar   | 8   | Toyota Gazoo Racing       | 3:27.671 | 3:24.195   |
| 3.       | Hypercar   | 36  | Alpine Elf Matmut         | 3:27.095 | 3:25.574   |
| 4.       | Hypercar   | 708 | Glickenhaus Racing        | 3:28.256 | 3:25.639   |
| 5.       | Hypercar   | 709 | Glickenhaus Racing        | 3:29.381 | 3:27.656   |
| 6.       | LMP2       | 38  | Jota Sport                | 3:28.807 | 3:27.950   |
| 7.       | LMP2       | 41  | Team WRT                  | 3:29.441 | 3:28.470   |
| 8.       | LMP2       | 65  | Panis Racing              | 3:29.508 | 3:28.586   |
| 9.       | LMP2       | 26  | G-Drive Racing            | 3:29.246 | 3:28.943   |
| 10.      | LMP2       | 32  | United Autosports         | 3:29.688 | 3:29.078   |
| 11.      | LMP2       | 23  | United Autosports         | 3:29.830 | 3:30.027   |
| 12.      | LMP2       | 28  | Jota Sport                | 3:29.835 |            |
| 13.      | LMP2       | 70  | Realteam Racing           | 3:29.861 |            |
| 14.      | LMP2       | 24  | PR1 Motorsports Mathiasen | 3:30.123 |            |
| 15.      | LMP2       | 48  | IDEC Sport                | 3:30.166 |            |
| 16.      | LMP2       | 31  | Team WRT                  | 3:30.182 |            |
| 17.      | LMP2       | 22  | United Autosports USA     | 3:30.234 |            |
| 18.      | LMP2       | 21  | DragonSpeed USA           | 3:30.323 |            |
| 19.      | LMP2       | 82  | Risi Competizione         | 3:30.418 |            |
| 20.      | LMP2       | 30  | Duqueine Team             | 3:30.691 |            |
| 21.      | LMP2       | 29  | Racing Team Nederland     | 3:30.843 |            |
| 22.      | LMP2       | 34  | Inter Europol Competition | 3:30.908 |            |
| 23.      | LMP2       | 25  | G-Drive Racing            | 3:31.203 |            |
| 24.      | LMP2       | 49  | High Class Racing         | 3:31.830 |            |
| 25.      | LMP2       | 20  | High Class Racing         | 3:32.252 |            |
| 26.      | LMP2       | 44  | ARC Bratislava            | 3:32.446 |            |
| 27.      | LMP2       | 1   | Richard Mille Racing Team | 3:32.598 |            |
| 28.      | Innovációs | 84  | Association SRT41         | 3:33.538 |            |
| 29.      | LMP2       | 39  | SO24-DIROB by Graff       | 3:34.005 |            |
| 30.      | LMP2       | 74  | Racing Team India Eurasia | 3:36.012 |            |
| 31.      | LMGTE Pro  | 72  | HubAuto Racing            | 3:47.599 | 3:46.882   |
| 32.      | LMGTE Pro  | 52  | AF Corse                  | 3:46.011 | 3:47.063   |
| 33.      | LMGTE Pro  | 64  | Corvette Racing           | 3:47.074 | 3:47.093   |
| 34.      | LMGTE Pro  | 51  | AF Corse                  | 3:46.581 | 3:47.247   |
| 35.      | LMGTE Pro  | 91  | Porsche GT Team           | 3:47.624 | 3:47.696   |
| 36.      | LMGTE Pro  | 92  | Porsche GT Team           | 3:46.779 | Idő nélkül |
| 37.      | LMGTE Pro  | 79  | WeatherTech Racing        | 3:47.682 |            |
| 38.      | LMGTE Pro  | 63  | Corvette Racing           | 3:49.643 |            |
| 39.      | LMGTE Am   | 88  | Dempsey-Proton Racing     | 3:48.620 | 3:47.987   |
| 40.      | LMGTE Am   | 86  | GR Racing                 | 3:49.100 | 3:48.560   |
| 41.      | LMGTE Am   | 56  | Team Project 1            | 3:49.608 | 3:48.876   |
| 42.      | LMGTE Am   | 47  | Cetilar Racing            | 3:49.102 | 3:49.387   |
| 43.      | LMGTE Am   | 71  | Inception Racing          | 3:49.462 | 3:49.477   |
| 44.      | LMGTE Am   | 33  | TF Sport                  | 3:49.663 | 3:49.676   |
| 45.      | LMGTE Am   | 80  | Iron Lynx                 | 3:49.693 |            |
| 46.      | LMGTE Am   | 57  | Kessel Racing             | 3:49.715 |            |
| 47.      | LMGTE Am   | 99  | Proton Competition        | 3:49.788 |            |
| 48.      | LMGTE Am   | 54  | AF Corse                  | 3:49.829 |            |
| 49.      | LMGTE Am   | 83  | AF Corse                  | 3:49.881 |            |
| 50.      | LMGTE Am   | 77  | Dempsey-Proton Racing     | 3:49.913 |            |
| 51.      | LMGTE Am   | 18  | Absolute Racing           | 3:50.016 |            |
| 52.      | LMGTE Am   | 388 | Rinaldi Racing            | 3:50.018 |            |
| 53.      | LMGTE Am   | 95  | TF Sport                  | 3:50.059 |            |
| 54.      | LMGTE Am   | 98  | Aston Martin Racing       | 3:50.156 |            |
| 55.      | LMGTE Am   | 85  | Iron Lynx                 | 3:50.314 |            |
| 56.      | LMGTE Am   | 60  | Iron Lynx                 | 3:50.768 |            |
| 57.      | LMGTE Am   | 777 | D'station Racing          | 3:51.107 |            |
| 58.      | LMGTE Am   | 46  | Team Project 1            | 3:51.411 |            |
| 59.      | LMGTE Am   | 55  | Spirit of Race            | 3:52.088 |            |
| 60.      | LMGTE Am   | 66  | JMW Motorsport            | 3:52.304 |            |
| 61.      | LMGTE Am   | 69  | Herberth Motorsport       | 3:52.960 |            |
| Vi[b]    | LMP2       | 17  | IDEC Sport                | 3:30.709 |            |

## A verseny
A 89. Le Mans-i 24 órás autóverseny magyar idő szerint augusztus 21-én délután 4 órakor rajtolt el, esős körülmények között, a biztonsági autó mögött. A formációs kör előtt a #20-as High Class Racing autóját a szerelők fent felejtették a kis emelőn, ami miatt nem teljesítette a formációs kört és később ezért büntetést is kaptak. A biztonsági autó néhány kör után elhagyta a mezőnyt és kezdetét vette a verseny. Az első kanyarba érve a #708-as Glickenhaus Racing Olivier Plával kiforgatta a #8-as Toyota Gazoo Racingben ülő Sébastien Buemit. A vizes aszfalton eleinte több megforgás és kicsúszás is történt. Két és háromnegyed óra után a bokszból kihajtó Anthony Davidson bent ragadt a kavicságyban, az LMP2-ben első helyről induló #38-as Jota Sport Orecával, de kiemelés után folytathatta a körözést. Este negyed 8-kor történt meg az első nagy baleset. Az LMGTE Am-ben induló #98-as Aston Martin Racing a brazil Marcos Gomessel kicsúszás után nagy erővel, szemből csapódott a falnak. Körülbelül 20 perces biztonsági autós fázis és korlát szerelés után zöld zászló lépett érvénybe. Este negyed 10 órakor elrendeltek egy újabb Safety Car-fázist, mivel a pálya több pontján is bukótérben ragadt autók voltak. Ekkor a két United Autosport ütközött egymással, amely után a #32-es autó feladta a futamot. Egy perccel később a #1-es Richard Mille Racing Sophia Flörschhel akadt össze a #26-os G-Drive Racing autójával. A kereszt irányban ragadt #1-es autóban Flörsch megpróbálta újraindítani a konstrukciót, miközben a #74-es Racing Team India Eurasia Ligierével belerohant. Emiatt közel fél órával meghosszabbodott a lassú zóna. A női versenyzőkből álló trió nem tudta folytatni a küzdelmeket. Belépve az éjszakába, negyed 11-kor az ARC Bratislava autóját törte meg az ifjabbik Konopka. Fél 12-kor a #56-os Team Project 1 Egidio Perfettivel a volánnál csapódott a gumifalnak, majd a nem sokkal mögötte érkező TF Sport Aston Martinja kapott durrdefektet. 11 órakor a Cetilar Racing Ferrarija találta el a falat és lassú zónát rendeltek el. A Ferrari 488 GTE kódjelű autóját autószállítóval távolították el a pályáról. Nem sokkal később az LMH kategóriában Matthieu Vaxivière kicsúszott az összetett 3. helyéről és a 6. helyen tért vissza a pályára. Éjfélkor a célegyenesben forgott meg és csapódott a falnak a #25-ös G-Drive az angolai licensszel részt vevő Rui Andradeddel. Vele együtt összesen 6 autó esett ki ekkor a versenyből. 109 kör teljesítése után az #55-ös Spirit of Race gárda versenyautója állt meg az aszfaltcsík szélén. Éjjel 1 órakor a Racing Team Nederland és a JMW Motorsport autója ütközött össze. Az LMP2-es holland istállónak szerelnie kellett az Oreca 07-es modellt. A sötétben 2 órát mutatott az eredményjelző, amikor a GTE Amatőröknél az #57-es Kessel Racing autója Mikkel Jensennel adta fel a küzdelmet. Fél 3-kor Cooper MacNeil alatt csúszott a falba a WeatherTech Racing Pro kategóriás Porschéja, ami miatt hivatalosan jelezték, hogy feladják a versenyt. Hajnalban, negyed 5-kor az európai Le Mans-szériában szereplő #41-es újonc Team WRT a kínai Dzse Dzsefejjel átvette a vezetést a #31-es testvérautótól. Negyed óra után az élen haladó #7-es Toyota volánjánál Kobajasi Kamui hibázott és fékezte el az Indianapolis-kanyart, de megtartotta az első helyet. Háromnegyed 5-kör a #26-os G-Drive és a #49-es High Class Racing ütközött, de mindkét egység tovább tudott menni. Már lassan hajnalban, 5:20-kor a #71-es Inception Racing Ferrariján bokszkiálláskor rosszul rögzítettek egy kereket, ami menet közben lecsúszott és elgurult. Hajnalban sűrű ködfelhő takarta be a pályát, ami nehezítette a látási viszonyokat. Reggel mindkét Hypercar-os Toyotának üzemanyag-pumpa gondjaik akadtak, amit később a mérnökök és szerelők gyorsan megjavítottak. Délelőtt 9:45-kor újabb műszaki hiba miatt leállt a #8-as egység autója. Az rendszer teljes újraindítása után folytatták a futamot. Nem sokkal később a #52-es AF Corse Ferrarija kapott durrdefektet, a versenyzői ülésben Sam Birddel. Néhány burkolati elem letört és felfüggesztés is megrongálódott. Délután 13:00-kor a Risi Competizione Oreca 07-ese motorhiba miatt kiesett a versenyből. 1 órával a leintés előtt a célegyeneshez közeledő #91-es gyári Porsche GT Teamnél vezető Frédéric Makowiecki fékezte el az egyik kanyart, amelynek következtében kiesett az autó diffúzora és megsérül a fékrendszer is, emiatt a versenyirányítás narancs-fekete színű zászlóval, utolsó figyelmeztetésként azonnal kiintette a bokszba. 15:15-kor Will Stevens a Panis Racing autójával abszolút leggyorsabb kört ért el az LMP2-esek közül. A legutolsó körben lehúzódott a P2-es kategória élén álló #41-es Team WRT autója. Ezt követően még helyezést sem kaptak, mivel nem értek be a célba 15 percen belül. 
Az abszolút győzelmet a #7-es Toyota Gazoo Racing érte el, Mike Conway, Kobajasi Kamui és José María López vezetésével. Az LMP2-ben a csapattárs autó megállása után #31-es Team WRT diadalmaskodott Robin Frijnssel, Habsburg Ferdinánddal és Charles Milesivel. Az LMGTE Pro első helyén a #51-es AF Corse Ferrari végzett, James Calado, Alessandro Pier Guidi, valamint Côme Ledogar hármasa. Az LMGTE Amatőr osztályban szintén az AF Corse csapat által szervizelt #83-as Ferrari állt a pódium legfelső fokára Nicklas Nielsen, François Perrodo és Alessio Rovera. Az LMP2-n belüli Pro-Am kupa rangsorában a #21-es  DragonSpeed USA végzett. Az autót Henrik Hedman, Ben Hanley és Juan Pablo Montoya vezette.
| Helyezés | Kategória       | #   | Csapat                    | Versenyzők                                                | Kasztni                          | Gumi | Kör | Idő/Hátrány/Kiesés |
| Helyezés | Kategória       | #   | Csapat                    | Versenyzők                                                | Motor                            | Gumi | Kör | Idő/Hátrány/Kiesés |
| -------- | --------------- | --- | ------------------------- | --------------------------------------------------------- | -------------------------------- | ---- | --- | ------------------ |
| 1.       | Hypercar        | 7   | Toyota Gazoo Racing       | Mike Conway Kobajasi Kamui José María López               | Toyota GR010 Hybrid              | M    | 371 | 24:00:50,68        |
| 1.       | Hypercar        | 7   | Toyota Gazoo Racing       | Mike Conway Kobajasi Kamui José María López               | Toyota 3.5L V6 Twin-Turbo Hybrid | M    | 371 | 24:00:50,68        |
| 2.       | Hypercar        | 8   | Toyota Gazoo Racing       | Sébastien Buemi Brendon Hartley Nakadzsima Kazuki         | Toyota GR010 Hybrid              | M    | 369 | +2 kör             |
| 2.       | Hypercar        | 8   | Toyota Gazoo Racing       | Sébastien Buemi Brendon Hartley Nakadzsima Kazuki         | Toyota 3.5L V6 Twin-Turbo Hybrid | M    | 369 | +2 kör             |
| 3.       | Hypercar        | 36  | Alpine Elf Matmut         | Nicolas Lapierre André Negrão Matthieu Vaxivière          | Alpine A480                      | M    | 367 | +4 kör             |
| 3.       | Hypercar        | 36  | Alpine Elf Matmut         | Nicolas Lapierre André Negrão Matthieu Vaxivière          | Gibson GL458 4.5L V8             | M    | 367 | +4 kör             |
| 4.       | Hypercar        | 708 | Glickenhaus Racing        | Pipo Derani Franck Mailleux Olivier Pla                   | Glickenhaus 007 LMH              | M    | 367 | +4 kör             |
| 4.       | Hypercar        | 708 | Glickenhaus Racing        | Pipo Derani Franck Mailleux Olivier Pla                   | Glickenhaus 3.5L V8 Turbo        | M    | 367 | +4 kör             |
| 5.       | Hypercar        | 709 | Glickenhaus Racing        | Ryan Briscoe Romain Dumas Richard Westbrook               | Glickenhaus 007 LMH              | M    | 364 | +7 kör             |
| 5.       | Hypercar        | 709 | Glickenhaus Racing        | Ryan Briscoe Romain Dumas Richard Westbrook               | Glickenhaus 3.5L V8 Turbo        | M    | 364 | +7 kör             |
| 6.       | LMP2            | 31  | Team WRT                  | Robin Frijns Habsburg Ferdinánd Charles Milesi            | Oreca 07                         | G    | 363 | +8 kör             |
| 6.       | LMP2            | 31  | Team WRT                  | Robin Frijns Habsburg Ferdinánd Charles Milesi            | Gibson GK428 4.2L V8             | G    | 363 | +8 kör             |
| 7.       | LMP2            | 28  | Jota Sport                | Tom Blomqvist Sean Gelael Stoffel Vandoorne               | Oreca 07                         | G    | 363 | +8 kör             |
| 7.       | LMP2            | 28  | Jota Sport                | Tom Blomqvist Sean Gelael Stoffel Vandoorne               | Gibson GK428 4.2L V8             | G    | 363 | +8 kör             |
| 8.       | LMP2            | 65  | Panis Racing              | James Allen Julien Canal Will Stevens                     | Oreca 07                         | G    | 362 | +9 kör             |
| 8.       | LMP2            | 65  | Panis Racing              | James Allen Julien Canal Will Stevens                     | Gibson GK428 4.2L V8             | G    | 362 | +9 kör             |
| 9.       | LMP2            | 22  | United Autosports         | Wayne Boyd Alex Lynn Paul di Resta                        | Oreca 07                         | G    | 361 | +10 kör            |
| 9.       | LMP2            | 22  | United Autosports         | Wayne Boyd Alex Lynn Paul di Resta                        | Gibson GK428 4.2L V8             | G    | 361 | +10 kör            |
| 10.      | LMP2            | 34  | Inter Europol Competition | Alex Brundle Jakub Śmiechowski Renger van der Zande       | Oreca 07                         | G    | 360 | +11 kör            |
| 10.      | LMP2            | 34  | Inter Europol Competition | Alex Brundle Jakub Śmiechowski Renger van der Zande       | Gibson GK428 4.2L V8             | G    | 360 | +11 kör            |
| 11.      | LMP2            | 48  | IDEC Sport                | Paul-Loup Chatin Paul Lafargue Patrick Pilet              | Oreca 07                         | G    | 359 | +12 kör            |
| 11.      | LMP2            | 48  | IDEC Sport                | Paul-Loup Chatin Paul Lafargue Patrick Pilet              | Gibson GK428 4.2L V8             | G    | 359 | +12 kör            |
| 12.      | LMP2            | 26  | G-Drive Racing[a]         | Franco Colapinto Roman Ruszinov[a] Nyck de Vries          | Aurus 01                         | G    | 358 | +13 kör            |
| 12.      | LMP2            | 26  | G-Drive Racing[a]         | Franco Colapinto Roman Ruszinov[a] Nyck de Vries          | Gibson GK428 4.2L V8             | G    | 358 | +13 kör            |
| 13.      | LMP2            | 38  | Jota Sport                | António Félix da Costa Anthony Davidson Roberto González  | Oreca 07                         | G    | 358 | +13 kör            |
| 13.      | LMP2            | 38  | Jota Sport                | António Félix da Costa Anthony Davidson Roberto González  | Gibson GK428 4.2L V8             | G    | 358 | +13 kör            |
| 14.      | LMP2            | 30  | Duqueine Team             | René Binder Tristan Gommendy Memo Rojas                   | Oreca 07                         | G    | 357 | +14 kör            |
| 14.      | LMP2            | 30  | Duqueine Team             | René Binder Tristan Gommendy Memo Rojas                   | Gibson GK428 4.2L V8             | G    | 357 | +14 kör            |
| 15.      | LMP2 Pro-Am     | 21  | DragonSpeed USA           | Henrik Hedman Ben Hanley Juan Pablo Montoya               | Oreca 07                         | G    | 356 | +15 kör            |
| 15.      | LMP2 Pro-Am     | 21  | DragonSpeed USA           | Henrik Hedman Ben Hanley Juan Pablo Montoya               | Gibson GK428 4.2L V8             | G    | 356 | +15 kör            |
| 16.      | LMP2 Pro-Am     | 29  | Racing Team Nederland     | Frits van Eerd Giedo van der Garde Job van Uitert         | Oreca 07                         | G    | 356 | +15 kör            |
| 16.      | LMP2 Pro-Am     | 29  | Racing Team Nederland     | Frits van Eerd Giedo van der Garde Job van Uitert         | Gibson GK428 4.2L V8             | G    | 356 | +15 kör            |
| 17.      | LMP2 Pro-Am     | 70  | Realteam Racing           | Loïc Duval Esteban Garcia Norman Nato                     | Oreca 07                         | G    | 356 | +15 kör            |
| 17.      | LMP2 Pro-Am     | 70  | Realteam Racing           | Loïc Duval Esteban Garcia Norman Nato                     | Gibson GK428 4.2L V8             | G    | 356 | +15 kör            |
| 18.      | LMP2 Pro-Am     | 20  | High Class Racing         | Dennis Andersen Marco Sørensen Ricky Taylor               | Oreca 07                         | G    | 353 | +18 kör            |
| 18.      | LMP2 Pro-Am     | 20  | High Class Racing         | Dennis Andersen Marco Sørensen Ricky Taylor               | Gibson GK428 4.2L V8             | G    | 353 | +18 kör            |
| 19.      | LMP2 Pro-Am     | 39  | SO24-DIROB by Graff       | Vincent Capillaire Arnold Robin Maxime Robin              | Oreca 07                         | G    | 352 | +19 kör            |
| 19.      | LMP2 Pro-Am     | 39  | SO24-DIROB by Graff       | Vincent Capillaire Arnold Robin Maxime Robin              | Gibson GK428 4.2L V8             | G    | 352 | +19 kör            |
| 20.      | GTE Pro         | 51  | AF Corse                  | James Calado Alessandro Pier Guidi Côme Ledogar           | Ferrari 488 GTE Evo              | M    | 345 | +26 kör            |
| 20.      | GTE Pro         | 51  | AF Corse                  | James Calado Alessandro Pier Guidi Côme Ledogar           | Ferrari F154CB 3.9L V8 Turbo     | M    | 345 | +26 kör            |
| 21.      | GTE Pro         | 63  | Corvette Racing           | Nick Catsburg Antonio García Jordan Taylor                | Chevrolet Corvette C8.R          | M    | 345 | +26 kör            |
| 21.      | GTE Pro         | 63  | Corvette Racing           | Nick Catsburg Antonio García Jordan Taylor                | Chevrolet LT5.5 5.5L V8          | M    | 345 | +26 kör            |
| 22.      | GTE Pro         | 92  | Porsche GT Team           | Michael Christensen Kévin Estre Neel Jani                 | Porsche 911 RSR-19               | M    | 344 | +27 kör            |
| 22.      | GTE Pro         | 92  | Porsche GT Team           | Michael Christensen Kévin Estre Neel Jani                 | Porsche 4.2L Flat-6              | M    | 344 | +27 kör            |
| 23.      | GTE Pro         | 91  | Porsche GT Team           | Gianmaria Bruni Richard Lietz Frédéric Makowiecki         | Porsche 911 RSR-19               | M    | 343 | +28 kör            |
| 23.      | GTE Pro         | 91  | Porsche GT Team           | Gianmaria Bruni Richard Lietz Frédéric Makowiecki         | Porsche 4.2L Flat-6              | M    | 343 | +28 kör            |
| 24.      | LMP2 Pro-Am     | 44  | ARC Bratislava            | Matej Konôpka Miroslav Konôpka Oliver Webb                | Oreca 07                         | G    | 342 | +29 kör            |
| 24.      | LMP2 Pro-Am     | 44  | ARC Bratislava            | Matej Konôpka Miroslav Konôpka Oliver Webb                | Gibson GK428 4.2L V8             | G    | 342 | +29 kör            |
| 25.      | GTE Am          | 83  | AF Corse                  | Nicklas Nielsen François Perrodo Alessio Rovera           | Ferrari 488 GTE Evo              | M    | 340 | +31 kör            |
| 25.      | GTE Am          | 83  | AF Corse                  | Nicklas Nielsen François Perrodo Alessio Rovera           | Ferrari F154CB 3.9L V8 Turbo     | M    | 340 | +31 kör            |
| 26.      | GTE Am          | 33  | TF Sport                  | Felipe Fraga Ben Keating Dylan Pereira                    | Aston Martin Vantage AMR         | M    | 339 | +32 kör            |
| 26.      | GTE Am          | 33  | TF Sport                  | Felipe Fraga Ben Keating Dylan Pereira                    | Aston Martin 4.5L V8 Turbo       | M    | 339 | +32 kör            |
| 27.      | GTE Am          | 80  | Iron Lynx                 | Matteo Cressoni Callum Ilott Rino Mastronardi             | Ferrari 488 GTE Evo              | M    | 338 | +33 kör            |
| 27.      | GTE Am          | 80  | Iron Lynx                 | Matteo Cressoni Callum Ilott Rino Mastronardi             | Ferrari F154CB 3.9L V8 Turbo     | M    | 338 | +33 kör            |
| 28.      | LMP2 Pro-Am     | 74  | Racing Team India Eurasia | Tom Cloet John Corbett James Winslow                      | Ligier JS P217                   | G    | 338 | +33 kör            |
| 28.      | LMP2 Pro-Am     | 74  | Racing Team India Eurasia | Tom Cloet John Corbett James Winslow                      | Gibson GK428 4.2L V8             | G    | 338 | +33 kör            |
| 29.      | LMP2            | 49  | High Class Racing         | Anders Fjordbach Jan Magnussen Kevin Magnussen            | Oreca 07                         | G    | 336 | +35 kör            |
| 29.      | LMP2            | 49  | High Class Racing         | Anders Fjordbach Jan Magnussen Kevin Magnussen            | Gibson GK428 4.2L V8             | G    | 336 | +35 kör            |
| 30.      | GTE Am          | 60  | Iron Lynx                 | Raffaele Giammaria Paolo Ruberti Claudio Schiavoni        | Ferrari 488 GTE Evo              | M    | 335 | +36 kör            |
| 30.      | GTE Am          | 60  | Iron Lynx                 | Raffaele Giammaria Paolo Ruberti Claudio Schiavoni        | Ferrari F154CB 3.9L V8 Turbo     | M    | 335 | +36 kör            |
| 31.      | GTE Am          | 77  | Dempsey-Proton Racing     | Matt Campbell Jaxon Evans Christian Ried                  | Porsche 911 RSR-19               | M    | 335 | +36 kör            |
| 31.      | GTE Am          | 77  | Dempsey-Proton Racing     | Matt Campbell Jaxon Evans Christian Ried                  | Porsche 4.2L Flat-6              | M    | 335 | +36 kör            |
| 32.      | Innovációs autó | 84  | Association SRT41         | Aoki Takuma Nigel Bailly Matthieu Lahaye                  | Oreca 07                         | G    | 334 | +37 kör            |
| 32.      | Innovációs autó | 84  | Association SRT41         | Aoki Takuma Nigel Bailly Matthieu Lahaye                  | Gibson GK428 4.2L V8             | G    | 334 | +37 kör            |
| 33.      | GTE Am          | 777 | D’station Racing          | Fudzsii Tomonobu Hosino Szatosi Andrew Watson             | Aston Martin Vantage AMR         | M    | 333 | +38 kör            |
| 33.      | GTE Am          | 777 | D’station Racing          | Fudzsii Tomonobu Hosino Szatosi Andrew Watson             | Aston Martin 4.5L V8 Turbo       | M    | 333 | +38 kör            |
| 34.      | GTE Am          | 18  | Absolute Racing           | Andrew Haryanto Alessio Picariello Marco Seefried         | Porsche 911 RSR-19               | M    | 332 | +39 kör            |
| 34.      | GTE Am          | 18  | Absolute Racing           | Andrew Haryanto Alessio Picariello Marco Seefried         | Porsche 4.2L Flat-6              | M    | 332 | +39 kör            |
| 35.      | GTE Am          | 95  | TF Sport                  | Ross Gunn Oliver Hancock John Hartshorne                  | Aston Martin Vantage AMR         | M    | 332 | +39 kör            |
| 35.      | GTE Am          | 95  | TF Sport                  | Ross Gunn Oliver Hancock John Hartshorne                  | Aston Martin 4.5L V8 Turbo       | M    | 332 | +39 kör            |
| 36.      | GTE Am          | 85  | Iron Lynx                 | Sarah Bovy Rahel Frey Michelle Gatting                    | Ferrari 488 GTE Evo              | M    | 332 | +39 kör            |
| 36.      | GTE Am          | 85  | Iron Lynx                 | Sarah Bovy Rahel Frey Michelle Gatting                    | Ferrari F154CB 3.9L V8 Turbo     | M    | 332 | +39 kör            |
| 37.      | GTE Pro         | 52  | AF Corse                  | Sam Bird Miguel Molina Daniel Serra                       | Ferrari 488 GTE Evo              | M    | 331 | +40 kör            |
| 37.      | GTE Pro         | 52  | AF Corse                  | Sam Bird Miguel Molina Daniel Serra                       | Ferrari F154CB 3.9L V8 Turbo     | M    | 331 | +40 kör            |
| 38.      | GTE Am          | 69  | Herberth Motorsport       | Ralf Bohn Rolf Ineichen Robert Renauer                    | Porsche 911 RSR-19               | M    | 330 | +41 kör            |
| 38.      | GTE Am          | 69  | Herberth Motorsport       | Ralf Bohn Rolf Ineichen Robert Renauer                    | Porsche 4.2L Flat-6              | M    | 330 | +41 kör            |
| 39.      | GTE Am          | 54  | AF Corse                  | Francesco Castellacci Giancarlo Fisichella Thomas Flohr   | Ferrari 488 GTE Evo              | M    | 329 | +42 kör            |
| 39.      | GTE Am          | 54  | AF Corse                  | Francesco Castellacci Giancarlo Fisichella Thomas Flohr   | Ferrari F154CB 3.9L V8 Turbo     | M    | 329 | +42 kör            |
| 40.      | LMP2            | 22  | United Autosports USA     | Filipe Albuquerque Philip Hanson Fabio Scherer            | Oreca 07                         | G    | 328 | +43 kör            |
| 40.      | LMP2            | 22  | United Autosports USA     | Filipe Albuquerque Philip Hanson Fabio Scherer            | Gibson GK428 4.2L V8             | G    | 328 | +43 kör            |
| 41.      | GTE Am          | 71  | Inception Racing          | Ben Barnicoat Brendan Iribe Ollie Millroy                 | Ferrari 488 GTE Evo              | M    | 327 | +44 kör            |
| 41.      | GTE Am          | 71  | Inception Racing          | Ben Barnicoat Brendan Iribe Ollie Millroy                 | Ferrari F154CB 3.9L V8 Turbo     | M    | 327 | +44 kör            |
| 42.      | GTE Am          | 88  | Dempsey-Proton Racing     | Julien Andlauer Lance David Arnold Dominique Bastien      | Porsche 911 RSR-19               | M    | 327 | +44 laps           |
| 42.      | GTE Am          | 88  | Dempsey-Proton Racing     | Julien Andlauer Lance David Arnold Dominique Bastien      | Porsche 4.2L Flat-6              | M    | 327 | +44 laps           |
| 43.      | GTE Am          | 86  | GR Racing                 | Ben Barker Tom Gamble Michael Wainwright                  | Porsche 911 RSR-19               | M    | 322 | +49 kör            |
| 43.      | GTE Am          | 86  | GR Racing                 | Ben Barker Tom Gamble Michael Wainwright                  | Porsche 4.2L Flat-6              | M    | 322 | +49 kör            |
| 44.      | GTE Pro         | 64  | Corvette Racing           | Tommy Milner Alexander Sims Nick Tandy                    | Chevrolet Corvette C8.R          | M    | 313 | +58 kör            |
| 44.      | GTE Pro         | 64  | Corvette Racing           | Tommy Milner Alexander Sims Nick Tandy                    | Chevrolet LT5.5 5.5L V8          | M    | 313 | +58 kör            |
| HN       | LMP2            | 41  | Team WRT                  | Louis Delétraz Robert Kubica Dzse Dzsefej                 | Oreca 07                         | G    | 362 | Szenzor            |
| HN       | LMP2            | 41  | Team WRT                  | Louis Delétraz Robert Kubica Dzse Dzsefej                 | Gibson GK428 4.2L V8             | G    | 362 | Szenzor            |
| HN       | LMP2            | 82  | Risi Competizione         | Ryan Cullen Oliver Jarvis Felipe Nasr                     | Oreca 07                         | G    | 275 | Motor              |
| HN       | LMP2            | 82  | Risi Competizione         | Ryan Cullen Oliver Jarvis Felipe Nasr                     | Gibson GK428 4.2L V8             | G    | 275 | Motor              |
| Ki       | GTE Am          | 388 | Rinaldi Racing            | Jeroen Bleekemolen Pierre Ehret Christian Hook            | Ferrari 488 GTE Evo              | M    | 271 |                    |
| Ki       | GTE Am          | 388 | Rinaldi Racing            | Jeroen Bleekemolen Pierre Ehret Christian Hook            | Ferrari F154CB 3.9L V8 Turbo     | M    | 271 |                    |
| Ki       | LMP2 Pro-Am     | 24  | PR1 Motorsports Mathiasen | Gabriel Aubry Patrick Kelly Simon Trummer                 | Oreca 07                         | G    | 261 |                    |
| Ki       | LMP2 Pro-Am     | 24  | PR1 Motorsports Mathiasen | Gabriel Aubry Patrick Kelly Simon Trummer                 | Gibson GK428 4.2L V8             | G    | 261 |                    |
| Ki       | GTE Pro         | 72  | HubAuto Racing            | Maxime Martin Álvaro Parente Dries Vanthoor               | Porsche 911 RSR-19               | M    | 227 |                    |
| Ki       | GTE Pro         | 72  | HubAuto Racing            | Maxime Martin Álvaro Parente Dries Vanthoor               | Porsche 4.2L Flat-6              | M    | 227 |                    |
| Ki       | GTE Pro         | 79  | WeatherTech Racing        | Earl Bamber Cooper MacNeil Laurens Vanthoor               | Porsche 911 RSR-19               | M    | 139 | Baleseti sérülés   |
| Ki       | GTE Pro         | 79  | WeatherTech Racing        | Earl Bamber Cooper MacNeil Laurens Vanthoor               | Porsche 4.2L Flat-6              | M    | 139 | Baleseti sérülés   |
| Ki       | GTE Am          | 46  | Team Project 1            | Anders Buchardt Robby Foley Dennis Olsen                  | Porsche 911 RSR-19               | M    | 138 |                    |
| Ki       | GTE Am          | 46  | Team Project 1            | Anders Buchardt Robby Foley Dennis Olsen                  | Porsche 4.2L Flat-6              | M    | 138 |                    |
| Ki       | GTE Am          | 57  | Kessel Racing             | Scott Andrews Mikkel Jensen Kimura Takesi                 | Ferrari 488 GTE Evo              | M    | 128 | Technika           |
| Ki       | GTE Am          | 57  | Kessel Racing             | Scott Andrews Mikkel Jensen Kimura Takesi                 | Ferrari F154CB 3.9L V8 Turbo     | M    | 128 | Technika           |
| Ki       | GTE Am          | 66  | JMW Motorsport            | Jody Fannin Thomas Neubauer Rodrigo Sales                 | Ferrari 488 GTE Evo              | M    | 117 |                    |
| Ki       | GTE Am          | 66  | JMW Motorsport            | Jody Fannin Thomas Neubauer Rodrigo Sales                 | Ferrari F154CB 3.9L V8 Turbo     | M    | 117 |                    |
| Ki       | GTE Am          | 55  | Spirit of Race            | Duncan Cameron Matthew Griffin David Perel                | Ferrari 488 GTE Evo              | M    | 109 | Technika           |
| Ki       | GTE Am          | 55  | Spirit of Race            | Duncan Cameron Matthew Griffin David Perel                | Ferrari F154CB 3.9L V8 Turbo     | M    | 109 | Technika           |
| Ki       | LMP2 Pro-Am     | 25  | G-Drive Racing[a]         | Rui Andrade John Falb Roberto Merhi                       | Aurus 01                         | G    | 108 | Ütközés            |
| Ki       | LMP2 Pro-Am     | 25  | G-Drive Racing[a]         | Rui Andrade John Falb Roberto Merhi                       | Gibson GK428 4.2L V8             | G    | 108 | Ütközés            |
| Ki       | GTE Am          | 47  | Cetilar Racing            | Antonio Fuoco Roberto Lacorte Giorgio Sernagiotto         | Ferrari 488 GTE Evo              | M    | 90  | Ütközés            |
| Ki       | GTE Am          | 47  | Cetilar Racing            | Antonio Fuoco Roberto Lacorte Giorgio Sernagiotto         | Ferrari F154CB 3.9L V8 Turbo     | M    | 90  | Ütközés            |
| Ki       | GTE Am          | 56  | Team Project 1            | Matteo Cairoli Riccardo Pera Egidio Perfetti              | Porsche 911 RSR-19               | M    | 84  | Baleset            |
| Ki       | GTE Am          | 56  | Team Project 1            | Matteo Cairoli Riccardo Pera Egidio Perfetti              | Porsche 4.2L Flat-6              | M    | 84  | Baleset            |
| Ki       | LMP2            | 32  | United Autosports         | Jonathan Aberdein Nico Jamin Manuel Maldonado             | Oreca 07                         | G    | 75  | Ütközés            |
| Ki       | LMP2            | 32  | United Autosports         | Jonathan Aberdein Nico Jamin Manuel Maldonado             | Gibson GK428 4.2L V8             | G    | 75  | Ütközés            |
| Ki       | LMP2            | 1   | Richard Mille Racing Team | Tatiana Calderón Sophia Flörsch Beitske Visser            | Oreca 07                         | G    | 74  | Ütközés            |
| Ki       | LMP2            | 1   | Richard Mille Racing Team | Tatiana Calderón Sophia Flörsch Beitske Visser            | Gibson GK428 4.2L V8             | G    | 74  | Ütközés            |
| Ki       | GTE Am          | 99  | Proton Competition        | Vutthikorn Inthraphuvasak Florian Latorre Harry Tincknell | Porsche 911 RSR-19               | M    | 66  |                    |
| Ki       | GTE Am          | 99  | Proton Competition        | Vutthikorn Inthraphuvasak Florian Latorre Harry Tincknell | Porsche 4.2L Flat-6              | M    | 66  |                    |
| Ki       | GTE Am          | 98  | Aston Martin Racing       | Marcos Gomes Paul Dalla Lana Nicki Thiim                  | Aston Martin Vantage AMR         | M    | 45  | Ütközés            |
| Ki       | GTE Am          | 98  | Aston Martin Racing       | Marcos Gomes Paul Dalla Lana Nicki Thiim                  | Aston Martin 4.5L V8 Turbo       | M    | 45  | Ütközés            |
| Vi       | LMP2 Pro-Am     | 17  | IDEC Sport                | Ryan Dalziel Thomas Laurent Dwight Merriman               | Oreca 07                         | G    | 0   | Visszalépett       |
| Vi       | LMP2 Pro-Am     | 17  | IDEC Sport                | Ryan Dalziel Thomas Laurent Dwight Merriman               | Gibson GK428 4.2L V8             | G    | 0   | Visszalépett       |
| Forrás:  |                 |     |                           |                                                           |                                  |      |     |                    |

| Ikon | Gumi     |
| ---- | -------- |
| G    | Goodyear |
| M    | Michelin |